# 安科納省
安科納省（義大利語：Provincia di Ancona）是意大利马尔凯大区的一個省。面積1,940平方公里，2006年人口465,906人。首府安科納。
下分47市鎮。